# Wolfgang Lichtenstein
Wolfgang Lichtenstein (* 6. Januar 1929) ist ein ehemaliger deutscher Fußballspieler. Von 1949 bis 1955 spielte er für Einheit/Fortschritt Meerane in der DDR-Oberliga, der höchsten Spielklasse im DDR-Fußball.

## Sportliche Laufbahn
Als die Betriebssportgemeinschaft (BSG) Einheit Meerane 1949/50 in die erste Saison der Fußball-Ostzonenliga (später DDR-Oberliga) startete, war der Stürmer Wolfgang Lichtenstein mit 20 Jahren jüngster Spieler im Aufgebot. Trotzdem gelang es ihm, sich mit 23 Einsätzen bei 26 Punktspielen und vier Toren in die Stammelf der Meeraner Mannschaft zu spielen. In der Saison 1950/51, in deren Verlauf der Mannschaftsname in BSG Fortschritt geändert wurde, fehlte er bei 34 Punktspielen nur in einer Partie und steigerte seine Torquote auf sieben Treffer. Am besten in seiner Karriere lief es für Lichtenstein in der Spielzeit 1951/52, als er in allen 36 Oberligaspielen eingesetzt und mit 15 Treffern zweitbester Torschütze hinter seinem Sturmpartner Wolfram Starke (23) wurde. Für die BSG Fortschritt lief es dagegen schlecht, denn sie landete am Saisonende auf einem Abstiegsplatz. In der zweitklassigen DDR-Liga fiel Lichtenstein 1952/53 mehrfach aus und konnte von den 24 Ligaspielen nur 16 Begegnungen absolvieren, trug aber erneut als zweitbester Torschütze, wieder hinter Starke (25), mit neun Treffern erheblich zum sofortigen Wiederaufstieg bei. Auch in seiner vierten Oberligasaison musste Lichtenstein bei zwölf Punktspielen passen, kam nur auf 16 Einsätze und erzielte auch nur ein Tor. Erst in der Spielzeit 1954/55 fand er zu alter Stärke zurück, bestritt 23 der 26 Oberligabegegnungen und kam dabei auf fünf Tore. Es reichte aber auch diesmal nicht zum Klassenerhalt und Fortschritt Meerane musste sich für immer aus der Oberliga verabschieden. Nach der Übergangsrunde zum Wechsel in den Kalenderjahr-Spielrhythmus im Herbst 1955, in der Lichtenstein elf der 13 Spiele bestritt und fünf Tore schoss, absolvierte er noch zwei Spielzeiten in der DDR-Liga. In den insgesamt 52 Ligaspielen kam er in 46 Partien zum Einsatz und kam auf fünf bzw. zwei Tore. Im Alter von 28 Jahren beendete Wolfgang Lichtenstein im Winter 1957 seine Laufbahn im höherklassigen DDR-Fußball. Innerhalb von acht Jahren war er auf 131 Oberligaspiele (32 Tore) und 73 Spiele in der DDR-Liga (21) Tore gekommen.